# San Sebastiano da Po
San Sebastiano da Po är en ort och kommun i storstadsregionen Turin, innan 2015 provinsen Turin, i regionen Piemonte, Italien. Kommunen hade 1 945 invånare (2017).